# Colletes halophilus
Collète des prés salés
Espèce
Statut de conservation UICN

 NT  : Quasi menacé
Colletes halophilus, la Collète des prés salés, est une espèce d'abeilles de la famille des Colletidae. Automnale et inféodée aux prés salés de l'ouest de l'Europe, elle nidifie dans les zones sableuses les plus chaudes et butine principalement l'Aster maritime afin de nourrir ses larves. Son habitat est menacé par l'élévation du niveau de la mer et l'artificialisation du littoral.

## Description
Colletes halophilus est une abeille à langue courte. Elle présente un thorax rougeâtre muni de poils bruns et un abdomen noir orné de bandes jaunes à blanchâtres. Les adultes  C. halophilus font 11 à 14 mm de long , la femelle étant plus grande et plus brillante que le mâle. La femelle se différencie également par une scopa sur chacun de ses tibias postérieurs pour la récolte du pollen,.
En Europe occidentale, deux autres espèces d'abeilles sont morphologiquement proches de C. halophilus : l'Abeille du lierre (Colletes hederae) et Colletes succinctus, mais elles lui sont écologiquement bien distinctes.

## Distribution
Colletes halophilus a une distribution assez restreinte. On la retrouve dans les régions côtières du sud-est de l'Angleterre et les régions côtières de l'Atlantique d'Europe de l'Ouest (Allemagne, Pays-Bas, Belgique et France), depuis les îles de la Frise au nord-ouest de l'Allemagne jusqu'aux côtes du golfe de Gascogne au sud-ouest de la France,.

## Biologie

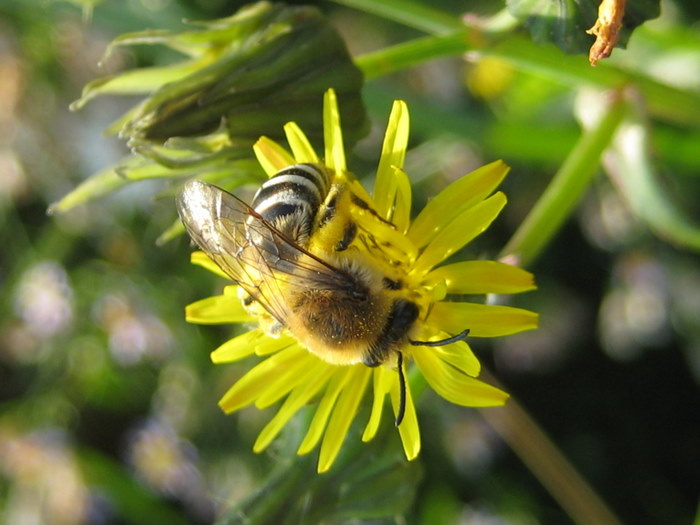
Colletes halophilus butinant.

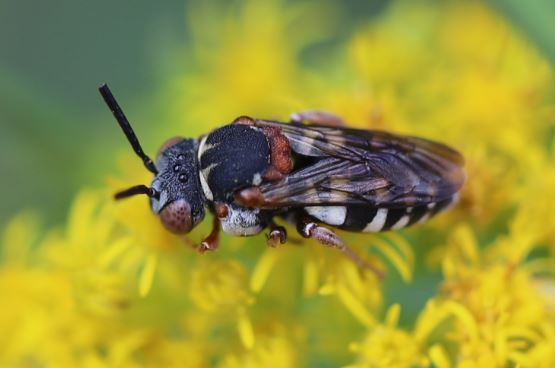
Epeolus variegatus, abeille coucou cleptoparasite de la Collète des prés salés.

Colletes halophilus est une espèce d'abeilles solitaires qui niche dans de grandes bourgades, qui peuvent parfois atteindre plusieurs milliers d'individus sans qu'il y ait de coopération entre les femelles,.
Les adultes sont actifs à partir de la fin de l'été, de fin août à fin octobre et parfois, mais rarement, jusqu'à fin novembre. Les mâles émergent en premier et attendent l'émergence des femelles en stationnant depuis un perchoir, comme une tige d'herbe, sur lequel se rassemblent jusqu'à une dizaine d'individus. Une fois qu'une femelle émerge, tous les mâles à proximité la prennent en chasse pour tenter de s'accoupler le premier. En début de saison, lorsque les mâles sont les plus nombreux, une femelle peut se retrouver à terre au centre d'un agglutinement de mâles, formant ainsi une boule d'abeilles en plein accouplement.
Une fois la femelle fécondée, elle creuse, seule, un terrier de nidification court et parfois incurvé, à l'extrémité duquel est creusé un amas de 5 à 6 cellules dont elle tapisse la paroi d'un polymère imperméable, fabriqué à partir d'excrétions glandulaires, qui agit également comme un fongicide et un bactéricide pour protéger son couvain et sa nourriture. Puis la femelle approvisionne chaque cellule avec du pain d'abeille qui a la particularité d'être liquide du fait de la forte proportion de nectar par rapport au pollen, l'imperméabilité de la cellule évitant les fuites, une pratique commune au genre Colletes. L'approvisionnement effectué, la femelle pond son œuf et scelle la cellule. Pour finir, elle bouche le nid, les larves s'y nourrissant pour se développer en étant protégées des prédateurs et de la submersion. La ponte des œufs à cette période tardive de l'année signifie que les jeunes passeront l'hiver, le printemps et une partie de l'été dans leur cellule sous forme de nymphe et n'émergeront qu'en fin d'été. Ainsi, une seule génération d'abeilles est produite chaque année, les adultes mourant avant l'hiver leur rôle accompli,.
C. halophilus est oligolectique, ce qui signifie qu'elle ne récolte que le nectar et le pollen d'un nombre limité d'espèces végétales, à savoir les Asteraceae. L'Aster maritime est particulièrement importante, car les grands peuplements de cette plante fleurissent à partir du mois d'août, en synchronisation avec la période de vol de cette abeille. Il constitue la source de pollen principale des femelles pour approvisionner leurs cellules. Bien qu'ils soient limités dans leurs choix par leur langue courte, les adultes peuvent aussi se nourrir du nectar d'autres familles comme celui de la Diplotaxis à feuilles étroites, une espèce de Brassicaceae.
Une seule espèce parasite de C. halophilus est connue : l'abeille coucou cleptoparasite Epeolus variegatus, dont l'émergence tardive coïncide avec celle de C. halophilus.

## Écologie

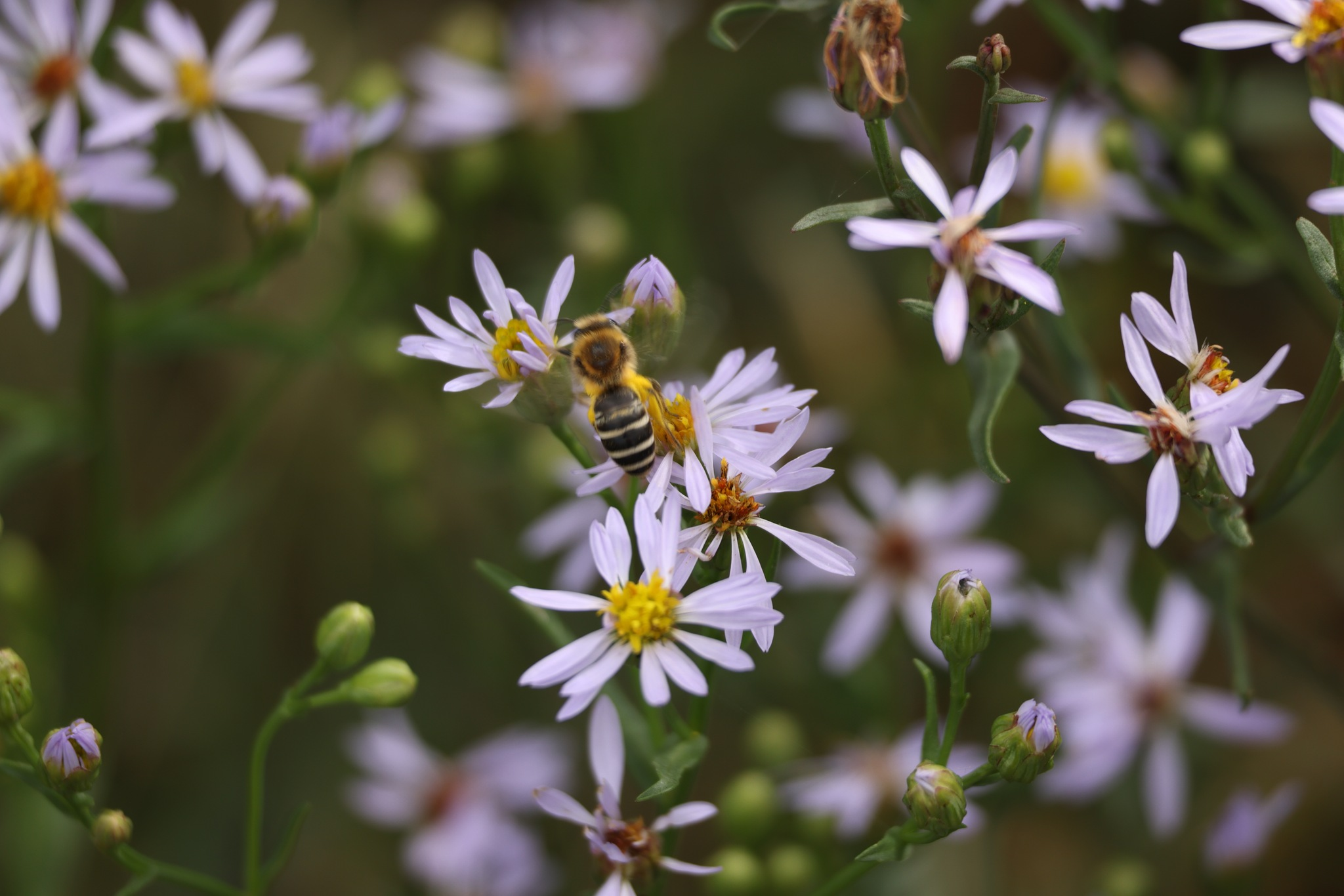
Collète des prés salés butinant l'Aster maritime.

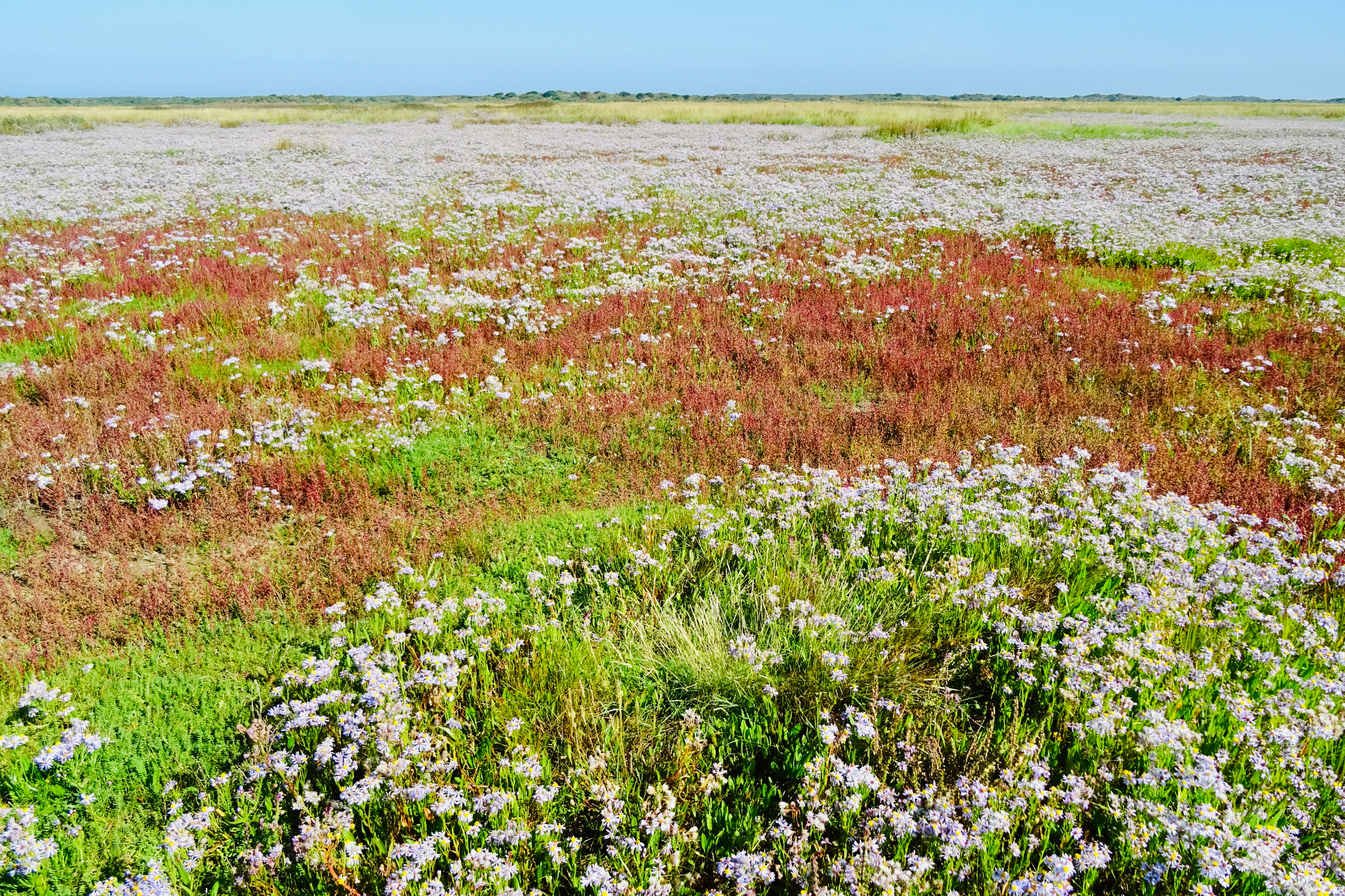
Prés salés cafi d'asters maritimes.

C. halophilus est fortement associée aux prés salés.
Leur habitat de nidification typique est situé dans la zone de transition entre les prés salés intertidaux et la terre ferme. Plus précisément, les sites choisis pour les nids sont des sols nus sableux, chauds et ensoleillés, souvent placés sur des pentes orientées au sud. C. halophilus utilise aussi bien des habitats naturels que des habitats artificiels tels que des friches industrielles, des tas de sable et même l'intérieur et la proximité des terriers de lapins européens. Les sites de nidification situés sur le bord des prés salés peuvent parfois être inondés par les plus hautes marées — des abeilles ayant été observées émergeant de l'eau, submergées de boue,.
Le biotope de C. halophilus est aussi constitué de zones propices à de vastes populations d'Aster maritime. Ainsi, les friches industrielles peuvent être particulièrement importantes pour permettre la persistance de cette espèce dans les zones côtières.

## Conservation
Colletes halophilus est classée comme "quasi menacée" par l'Union internationale pour la conservation de la nature et la Commission européenne. L'espèce est sur la liste rouge nationale d'Allemagne. C'est une petite population globale composée de sous-populations dispersées, isolées et qui sont menacées par la destruction de leur habitat et de celui de leurs plantes hôtes. Sont en cause l'artificialisation du littoral par la construction de digues et la montée du niveau de la mer induite par le changement climatique.
C. halophilus utilise facilement des sites artificiels. Les efforts de conservation peuvent donc également impliquer la création de sites de nidification adéquats. D'ailleurs, l'un des plus grands sites de nidification en Angleterre est un ancien chantier industriel qui stockait des tas de divers granulats de construction, y compris des sables et des graviers.

## Systématique
Le nom valide complet (avec auteur) de ce taxon est Colletes halophilus Verhoeff, 1944. Il est décrit par le zoologiste allemand Karl Wilhelm Verhoeff en 1944 dans le journal Tijdschrift voor entomologie.
Ce taxon porte en français le nom vulgarisé et normalisé Collète des prés salés.
Colletes halophilus a pour synonymes :
- Apis invictus Harris, 1776
- Colletes succincta subsp. halophila Verhoeff, 1944